# Split house
La Split House (lett. "casa divisa") è una casa progettata dall'architetto cinese Yung Ho Chang situata a nord di Beijing nella contea di Yanqing in una zona montuosa, poco lontano dalla grande muraglia cinese. 
La casa è stata progettata fra il 2000 e il 2001 e la sua costruzione è stata completata nell'ottobre del 2002 e l'area dell'edificio è 450 metri quadri.

## Interni
Internamente le due ali ospitano gli stessi ambienti: una zona giorno al piano terra e le camere da letto nonché una terrazza alla conclusione delle due ali al piano superiore, inoltre il design interno della casa è molto minimalista, ma contiene alcuni elementi artistici molto contemporanei, come ad esempio i tavoli, le sedie e le scale tutte fatte di legno, ma con un design molto peculiare.

## La visione ambientale della casa
La casa è suddivisa in due parti uguali collegate da un piccolo ponte di vetro per poter mantenere intatti gli alberi che si trovavano in mezzo e per adattarsi alle curve naturali della collina.
Le pareti della struttura sono state realizzate con legno lamellare, terra battuta e vetro, materiali della tradizione cinese, che sono in grado di trattenere il calore in inverno e l'aria fresca in estate ed inoltre minimizzare impatto ambientale della costruzione.
Inoltre la suddivisione della casa in due parti, entrambe costituite da una zona giorno e una zona notte, offre la possibilità di utilizzare una sola delle due ali in presenza di pochi residenti per abbassare i costi sia ambientali che economici della manutenzione della struttura.
L'architettura dimostra una visione di una Cina ancorata alle sue radici, ma abbracciando un futuro più attento dal punto di vista ambientale.

## L'ispirazione dallo Siheyuan
La casa dividendosi crea uno spazio centrale, un cortile, che ne fa anche un richiamo alla casa tradizionale con cortile cinese, la Siheyuan, è uno spazio delimitato dalle stanze che racchiude in se alcuni alberi preesistenti e un piccolo ruscello scoperto sul sito durante la costruzione della casa e che è stato mantenuto e dunque scorre sotto il pavimento vetrato dell'ingresso principale per poi scendere lungo la collina.

## Collegmanti esterni
- https://www.fcjz.com/archive/p/5b0d23fc62754000150d65ac
- https://www.sohu.com/a/218790072_99921012
- https://eartharchitecture.org/?p=160
- https://www.world-architects.com/en/atelier-feichang-jianzhu-beijing/project/split-house
- https://arquitecturaviva.com/works/casa-escindida-shui-guan-